# San Isidro (Choluteca)
San Isidro é uma cidade hondurenha do departamento de Choluteca.